# Renan Agnolin
Renan Carlos Agnolin (Erechim, 29 de maio de 1989 — La Unión, 29 de novembro de 2016) foi um radialista e repórter brasileiro. Foi uma das 71 vítimas fatais do voo 2933 da LaMia.

## Biografia
Natural da cidade gaúcha de Erechim, Renan formou-se em jornalismo e foi trabalhar em Chapecó na Rádio Efapi FM com a apresentação de programas musicais e campeonatos amadores de futebol. Pouco tempo depois, tornou-se repórter da Rádio Super Conda AM, até transferir-se para a Rádio Oeste Capital FM, na qual permaneceu até o dia de sua morte, participando da transmissão dos jogos juntamente com o locutor Rafael Henzel. Neste meio tempo, trabalhou na RIC TV Chapecó, afilada da Rede Record, participando de uma bancada esportiva com o comentarista Sérgio Badalotti.
Em 28 de novembro de 2016, Renan e Rafael embarcaram no Voo LaMia 2933, a serviço da Associação Chapecoense de Futebol, proveniente de Santa Cruz de la Sierra, Bolívia e com destino ao Aeroporto Internacional José María Córdova em Rionegro, Colômbia, onde o clube disputaria a primeira partida da Final da Copa Sul-Americana contra o Atlético Nacional. Por volta das 22h15min do horário local, a aeronave caiu, matando 71 das 77 pessoas que estavam a bordo, tendo por passageiros atletas, equipe técnica e diretoria do time brasileiro da Chapecoense, jornalistas e convidados. Renan foi uma das vítimas, enquanto seu colega Rafael, que estava ao seu lado na poltrona, foi o único jornalista sobrevivente.
Antes da viagem para a Colômbia, Renan havia postado uma foto no Facebook dentro do avião com a legenda: "Estamos embarcando agora para a Bolivia, depois Colômbia!! Boa sorte Verdão!!! Quarta-feira tem Atlético Nacional x Chapecoense. Agora vale o título!!! [...]". Foi velado juntamente com todas as vítimas em um velório coletivo em Chapecó no dia 3 de dezembro, tendo seu corpo sido transferido para Erechim no mesmo dia, onde recebeu homenagens.